# Wisła Kraków w sezonie 2013/2014 (piłka nożna)
Sezon 2013/2014 dla klubu Wisła Kraków jest osiemnastym z rzędu sezonem, a siedemdziesiątym czwartym w całej historii klubu w najwyższej klasie rozgrywkowej w polskim systemie ligowym w piłce nożnej. Zespół przygotowania do sezonu rozpoczął 17 czerwca, a obóz przygotowawczy odbył się w Grodzisku Wielkopolskim. Pierwszym spotkaniem, który rozegrała drużyna, był mecz z polskim III-ligowcem Nielbą Wągrowiec 23 czerwca. Wisła rozpoczęła sezon ligowy 20 lipca meczem u siebie z Górnikiem Zabrze, a pierwszy występ w Pucharze Polski jako zespół występujący w Ekstraklasie zaliczy w 1/16 finału w dniu 16 sierpnia z II-ligowym Zagłębiem Sosnowiec.
Po zajęciu przez Wisłę Kraków w lidze 5. według reformy rozgrywek wprowadzonej od tego sezonu Krakowianie nie zagrali w europejskich pucharach. Drużyna wystąpiła jedynie w krajowych rozgrywkach czyli w Ekstraklasie i Pucharze Polski. Od tego sezonu trenerem Białej Gwiazdy po raz trzeci był Franciszek Smuda.

## Kalendarium sezonu
- 14 maja 2013: Zdzisław Kapka został nowym dyrektorem sportowym drużyny[4].
- 15 maja 2013: Wisła otrzymuje licencję na grę w Ekstraklasie w sezonie 2013/2014[5].
- 22 maja 2013: Zostaje ogłoszone, że Daniel Sikorski od następnego sezonu grać będzie dla drużyny Sturmu Graz[6].
- 24 maja 2013: Gordan Bunoza udał się na testy do Waasland-Beveren[7].
- 27 maja 2013: Gordan Bunoza nie przeszedł do Waasland-Beveren i na razie został graczem Białej Gwiazdy[8].
- 28 maja 2013: Sergei Pareiko oficjalnie po 2,5 latach spędzonych w Krakowie żegna się z Wisłą[9].
- 31 maja 2013: Zostaje ogłoszone, że po sezonie Tomasz Kulawik przestaje być trenerem Wisły, a z klubem żegnają się również Kamil Kosowski, Ivica Iliev, Kew Jaliens oraz wcześniej wspomniany Sikorski[10].
- 31 maja 2013: Media w Polsce m.in. Canal+ informuje, że nowym trenerem Wisły po raz trzeci w historii będzie Franciszek Smuda. Te informacje potwierdza sam zainteresowany, jednak żadnej oficjalnej informacji od klubu nie ma[11][12].
- 4 czerwca 2013: Klub poinformował, że Emmanuel Sarki podpisze nowy 3-letni kontrakt[13].
- 5 czerwca 2013: Klub przedstawia pierwszych trzech sparingpartnerów na przedsezonowe przygotowania są nimi: Omonia Nikozja, Lech Poznań, GKS Katowice[14].
- 11 czerwca 2013: Na zwołanej konferencji prasowej ogłoszono, że nowym trenerem Wisły będzie wcześniej już ogłaszany na tę funkcję Franciszek Smuda, który przejmie drużynę Białej Gwiazdy po raz trzeci w swojej karierze. Na tej samej konferencji ogłoszono również, że na koszulki wraca Biała Gwiazda, która wcześniej przez praktycznie 90 lat widniała na koszulkach Wisły. Tego dnia zostali też ogłoszeni kolejni sparingpartnerzy drużyny na zgrupowaniu w Grodzisku Wielkopolskim. Są nimi Nielba Wągrowiec i Zawisza Bydgoszcz[2][15][16].
- 17 czerwca 2013: Zostaje ogłoszone że Cwetan Genkow rozwiązał kontrakt i przeszedł do Lewskiego Sofia. Zostaje również ogłoszony sztab szkoleniowy na nowy sezon drużyny wchodzić w niego będą: asystenci trenera Marcin Broniszewski i Kazimierz Kmiecik, trener bramkarzy Tomasz Muchiński oraz trener przygotowania motorycznego Daniel Michalczyk[17][18].
- 18 czerwca 2013: Klub ogłasza, że nie przedłuży kontraktu z kapitanem drużyny Radosławem Sobolewskim[19].
- 20 czerwca 2013: Emmanuel Sarki oficjalnie podpisał nowy kontrakt[20].
- 21 czerwca 2013: Drużyna wyjechała na 2-tygodniowy obóz przygotowawczy w Grodzisku Wielkopolskim. Klub poinformował również, że nie przedłuży kontraktu ze swoim wychowankiem Danielem Brudem[21][22].
- 22 czerwca 2013: Klub poinformował, że doszedł do porozumienia z trzema swoimi wychowankami Alanem Urygą, Michałem Czekajem i Michałem Chrapkiem w sprawie nowych 3-letnich kontraktów z opcją przedłużenia o kolejny rok.[23]
- 23 czerwca 2013: Wisła rozegrała pierwszy sparing w sezonie. Rywalem była Nielba Wągrowiec, mecz wygrali krakowianie 4:3 (4:0). W trakcie tego meczu kontuzji doznał Alan Uryga, który będzie musiał pauzować około 2 miesiące[24][25].
- 24 czerwca 2013: Klub poinformował, że podpisał 20-letnią umowę z miastem Myślenice wchodzącą w życie od następnego sezonu na budowę oraz użytkowanie bazy treningowej w tej miejscowości[26].
- 26 czerwca 2013: W tym dniu miał się odbyć sparing z Zawiszą Bydgoszcz jednak złe warunki pogodowe spowodowały przesunięcie meczu na następny dzień na godzinę 12.[27]
- 27 czerwca 2013: Wisła rozegrała przełożony z dnia poprzedniego sparing. Tym razem naprzeciw Białej Gwiazdy stanął beniaminek Ekstraklasy Zawisza Bydgoszcz. Mecz zakończył się remisem 1:1 (0:1). Poinformowano również o kolejnym sparingu, który odbędzie się tuż przed rozpoczęciem ligi 16 lipca w Berlinie z miejscową Herthą[28][29].
- 30 czerwca 2013: Krakowianie rozegrali kolejny sparing teraz z cypryjską Omonią Nikozja. Biała Gwiazda wygrała mecz 3:0 (2:0)[30].
- 3 lipca 2013: W Grodzisku Wielkopolskich drużyna rozegrała przedostatni sparing podczas zgrupowania z aktualnym wicemistrzem Polski Lechem Poznań. Mecz ten Krakowianie przegrali 1:3 (0:0)[31].
- 4 lipca 2013: Po długich negocjacjach z miastem Wisła dochodzi do ugody w sprawie użytkowania stadionu. Wedle nowej umowy od 1 stycznia 2014 klub będzie operatorem sportowym stadionu[32].
- 5 lipca 2013: Przedstawiony kolejny sparingpartner podczas tych przygotowań będzie nim II-ligowa Limanovia Limanowa z którą Wisła zagra w Limanowej 10 lipca[33].
- 6 lipca 2013: Wisła zakończyła zgrupowanie w Grodzisku Wielkopolskim podczas powrotu do Krakowa drużyna pojechała do Katowic, by zagrać tam ostatnie spotkanie podczas tego obozu z miejscowym GKS-em. W meczu padł remis 1:1 (0:1)[34].
- 8 lipca 2013: Ogłoszono ostatni sparing tego lata, który odbędzie się 13 lipca na stadionie Wisły z Ruchem Chorzów. Mecz był połączony z prezentacja nowych koszulek zespołu na zbliżający się sezon[35].
- 9 lipca 2013: Poinformowano, że dzień przed startem ligi odbędzie się prezentacja zespołu oraz o zmianie numeru przez 3 zawodników Michała Miśkiewicza z 12 na 1, Pawła Stolarskiego z 41 na 25 oraz Marko Jovanovicia z 22 na 13, a nowy zawodnik drużyny Fabian Burdenski wybrał numer 23.[36][37]
- 10 lipca 2013: W Limanowej Wisła przegrała z miejscową Limanovią 1:2 (1:1). Był to jeden z ostatnich już sparingów podczas których testowani przez klub zawodnicy mogli pokazać swoje umiejętności[38].
- 13 lipca 2013: Zaprezentowano koszulki na ten sezon drużyny, na które powróciła Biała Gwiazda, a następnie Wisła rozegrała sparing z Ruchem Chorzów, który przegrała 0:2 (0:1)[39][40].
- 14 lipca 2013: Ostoja Stjepanowiḱ podpisał z klubem 2-letni kontrakt, a Jan Kocoń i Gerard Bieszczad przedłużyli swoje kontrakty odpowiednio o rok i dwa[41][42].
- 16 lipca 2013: Wisła rozegrała ostatni sparing przedsezonowy z beniaminkiem niemieckiej Bundesligi Herthą Berlin. Mecz wygrali zawodnicy Herthy 2:0 (2:0)[43]
- 18 lipca 2013: W hali Wisły zaprezentowano oficjalnie drużynę oraz sztab i kierownictwo na ten sezon[44].
- 19 lipca 2013: Na swoim stadionie Wisła rozpoczęła nowy sezon w lidze. Pierwszym rywalem Białej Gwiazdy był Górnik Zabrze, z którym podzieliła się punktami remisując 0:0.[45]
- 29 lipca 2013: W Kielcach z miejscową Koroną Wisła rozegrała mecz 2 kolejki Ekstraklasy. Mecz po wykorzystanym przez Białą Gwiazdę w 90+4 minucie karnym wygrała 3:2 (1:1)[46].
- 30 lipca 2013: Paweł Brożek powrócił do klubu podpisują roczny kontrakt[47].
- 1 sierpnia 2013: Poinformowano o sparingu, który odbędzie się w czasie przerwy reprezentacyjnej. Mecz ten odbędzie się w Mielcu z tamtejszą Stalą 11 sierpnia[48].
- 4 sierpnia 2013: W meczu 3 kolejki w meczu przyjaźni ze Śląskiem Wrocław Wisła remisuje bezbramkowo[49].

## Kadra zespołu
| SEZON 2013/2014     |       |                      |                |                        |
| Imię i nazwisko     | Numer | Kraj                 | Data urodzenia | Poprzedni klub         |
| Bramkarze           |       |                      |                |                        |
| Michał Miśkiewicz   | 1     | Polska               | 20.01.1989     | AC Milan               |
| Gerard Bieszczad    | 30    | Polska               | 05.02.1993     | Warta Międzychód       |
| Jan Kocoń           | 36    | Polska               | 11.02.1993     | wychowanek             |
| Obrońcy             |       |                      |                |                        |
| Gordan Bunoza       | 3     | Bośnia i Hercegowina | 05.02.1988     | NK Karlovac            |
| Osman Chávez        | 4     | Honduras             | 29.07.1984     | Platense Puerto Cortés |
| Arkadiusz Głowacki  | 6     | Polska               | 13.03.1979     | Trabzonspor Kulübü     |
| Marko Jovanović     | 13    | Serbia               | 26.03.1988     | Partizan Belgrad       |
| Łukasz Burliga      | 21    | Polska               | 10.05.1988     | Garbarz Zembrzyce      |
| Paweł Stolarski     | 25    | Polska               | 28.01.1996     | wychowanek             |
| Michał Nalepa       | 27    | Polska               | 22.01.1993     | Unia Oświęcim          |
| Michał Czekaj       | 33    | Polska               | 13.02.1992     | wychowanek             |
| Piotr Żemło         | 43    | Polska               | 10.07.1995     | Mamry Giżycko          |
| Pomocnicy           |       |                      |                |                        |
| Łukasz Garguła      | 10    | Polska               | 25.02.1981     | GKS Bełchatów          |
| Emmanuel Sarki      | 15    | Nigeria              | 26.12.1987     | Waasland-Beveren       |
| Ostoja Stjepanowiḱ  | 17    | Macedonia Północna   | 17.01.1985     | Wardar Skopje          |
| Patryk Małecki      | 19    | Polska               | 01.08.1988     | Wigry Suwałki          |
| Michał Chrapek      | 20    | Polska               | 03.04.1992     | Victoria Jaworzno      |
| Fabian Burdenski    | 23    | Niemcy               | 23.09.1991     | 1. FC Magdeburg        |
| Cezary Wilk         | 28    | Polska               | 12.02.1986     | Korona Kielce          |
| Dominik Kościelniak | 31    | Polska               | 28.03.1995     | Orawa Jabłonka         |
| Przemysław Lech     | 32    | Polska               | 05.07.1995     | wychowanek             |
| Alan Uryga          | 34    | Polska               | 19.02.1994     | Hutnik Kraków          |
| Kamil Kuczak        | 35    | Polska               | 02.03.1996     | wychowanek             |
| Michał Szewczyk     | 42    | Polska               | 17.10.1992     | Zatorzanka Zator       |
| Napastnicy          |       |                      |                |                        |
| Rafał Boguski       | 9     | Polska               | 09.06.1984     | ŁKS Łomża              |
| Paweł Brożek        | 11    | Polska               | 21.04.1983     | Recreativo Huelva      |
| Dawid Kamiński      | 54    | Polska               | 13.02.1995     | TOR Dobrzeń Wielki     |

## Sztab szkoleniowy
| SEZON 2013/2014     |                                           |
| Imię i nazwisko     | Funkcja                                   |
| Franciszek Smuda    | Trener                                    |
| Kazimierz Kmiecik   | Asystent trenera                          |
| Marcin Broniszewski | Asystent trenera                          |
| Jarosław Krzoska    | Kierownik drużyny                         |
| Tomasz Muchiński    | Trener bramkarzy                          |
| Daniel Michalczyk   | Trener przygotowania kontroli motorycznej |
| Marcin Bisztyga     | Masażysta                                 |
| Zbigniew Woźniak    | Masażysta                                 |
| Jacek Jurka         | Lekarz                                    |
| Filip Pięta         | Fizjoterapeuta                            |

## Okres przedsezonowy
Drużyna przygotowania do sezonu rozpocznie 17 czerwca o godzinie 9 w Krakowie. 21 czerwca Wisła wyjechała do Grodziska Wielkopolskiego na 2-tygodniowy obóz, gdzie zagra pierwsze 5 meczów w tym sezonie. Kadra na obóź zawierała:
- Bramkarzy: Michał Miśkiewicz, Gerard Bieszczad, Jan Kocoń
- Obrońców: Gordan Bunoza, Michał Czekaj, Arkadiusz Głowacki, Marko Jovanović, Michał Nalepa, Paweł Stolarski, Alan Uryga, Piotr Żemło
- Pomocników: Fabian Burdenski (testowany zawodnik), Michał Chrapek, Jakub Downar-Zapolski, Łukasz Garguła, Dominik Kościelniak, Przemysław Lech, Patryk Małecki, Emmanuel Sarki, Michał Szewczyk, Cezary Wilk
- Napastnika: Rafał Boguski

Do tego składu dołączyli w późniejszym terminie 3 testowani Nigeryjczycy 19-letni napastnik Isah Akor, 22-letni ofensywny pomocnik Sahid Fabiyi oraz 22-letni lewy obrońca Daniel Ignatius Mendie. 23 czerwca Wisła rozegrała pierwszy mecz w sezonie przeciwko Nielbie Wągrowiec mecz wygrała 4:3 (4:0). W pierwszej połowie spotkania grali w chwili obecnej najlepsi gracze zespołu co skutkowało wynikiem 4:0 do przerwy, jednak w przerwie trener Smuda zmienił cały skład wpuszczając młodych graczy drużyny na plac gry. 24 czerwca do drużyny dołączył 25-letni rumuński pomocnik Sorin Oproiescu. Dzień później natomiast drużynę zasili dwaj Brazylijczycy 23-letni napastnik Alessandro Celin i trzy lata młodszy pomocnik Carlos Eduardo. 26 czerwca do Grodziska przyjechał 28-letni macedoński środkowy pomocnik Ostoja Stjepanowiḱ. Dzień później Wisła zagrała drugi sparing tego lata z beniaminkiem Ekstraklasy Zawiszą Bydgoszcz, z którym mecz zakończył się remisem 1:1 (0:1). W tym meczu szansę gry dostał testowany Sorin Oproiescu, jednak słaby występ Rumuna spowodował, że klub zrezygnował z dalszego testowania zawodnika. 28 czerwca poinformowano, że z drużyną trenuje bramkarz III-ligowych Karpat Krosno Piotr Hajduk. Po zamieszaniu z tym zawodnikiem oraz wcześniejszymi podejrzeniami nt. Oproiescu klub postanowił ograniczyć testowanie następnych zawodników podczas tego okienka. 30 czerwca w Opalenicy Wisła zagrała sparing z trzecią drużyną cypryjskiej ekstraklasy Omonią Nikozją. Mecz ten wygrała 3:0 (2:0) po bramkach Małeckiego, Sarkiego oraz testowanego Celina. 3 lipca do drużyny dołączył w ramach testów Wenezuelczyk Jose Rafael Romo Perez jest on 20-letnim rosłym napastnikiem mierzącym 195 cm. Później tego dnia Wisła zagrała mecz z Lechem Poznań. Mecz skończył się wynikiem 1:3 (0:0) dla aktualnych wicemistrzów Polski. W następnych dniach poinformowano o kolejnym testowanym zawodniku, którym będzie 22-letni nigeryjski obrońca Daniel Ignatius Mendie. 6 lipca zakończyło się zgrupowanie przedsezonowe zespołu ostatnim punktem obozu był sparing w Katowicach z GKS-em, z którym mecz skończył się wynikiem 1:1 (0:1). 10 lipca Wisła zagrała pierwszy z trzech kończących okres przygotowawczy sparing. Rywalem była Limanovia Limanowa, u której na stadionie odbył się mecz. Podczas tego spotkania trener Smuda wystawił skład składający się praktycznie z samych testowanych i młodych zawodników, którzy przegrali z rywalem 1:2 (1:1). 12 lipca zrezygnowano z testowania dwóch Brazylijczyków Eduardo i Celina, natomiast Ostoja Stjepanowiḱ i Jose Romo udali się na badania po których prawdopodobnie podpiszą kontakty z klubem. 13 lipca w pawilonie medialnym przy stadionie Wisły zaprezentowano nowe koszulki drużyny, w których będzie występować w najbliższym sezonie najważniejszą częścią stroju był powrót Białej Gwiazdy, którego już od paru lat domagali się kibice zespołu. Po prezentacji Wisła podjęła w sparingu rywala z Ekstraklasy Ruch Chorzów, z którym przegrała 0:2 (0:1) w meczu wystąpili prawdopodobnie wszyscy lub prawie wszyscy zawodnicy z kadry na rundę jesienną zespołu. 16 lipca Wisła zagrała w Berlinie na bocznym boisku przy stadionie Olimpijskim mecz z tamtejszym beniaminkiem niemieckiej Bundesligi Herthą Berlin. Mecz wygrali gospodarze 0:2 (0:2), był to ostatni sparing przed startująca 3 dni później ligą. Po tym sparingu zdecydowano, że ostatni testowany zawodników, który jeszcze przebywał w Krakowie Jose Romo nie dostanie kontraktu z klubem.

### Mecze sparingowe
| 123 czerwca 2013 | Nielba Wągrowiec                                            | 3:4   | Wisła Kraków                                                                                            |                                                                                |
| 17:00 CET        | Michał Goliński 52' · Błażej Nowak 63' · Karol Gregorek 76' | (0:4) | Jakub Księżniakiewicz 15' (sam.) · Paweł Ignasiński 25' (sam.) · Rafał Boguski 37' · Patryk Małecki 43' | Stadion im. Stanisława Bąka, Wągrowiec Widzów: 2600 Sędzia: Artur Kurek (Piła) |

| 227 czerwca 2013 | Wisła Kraków      | 1:1   | Zawisza Bydgoszcz  |                                                                            |
| 12:00 CET        | Rafał Boguski 53' | (0:1) | Jakub Wójcicki 26' | Stadion Dyskobolii Grodzisk Wielkopolski, Grodzisk Wielkopolski Widzów: 20 |

| 330 czerwca 2013 | Wisła Kraków                                                   | 3:0   | Omonia Nikozja |                                                                     |
| 17:00 CET        | Patryk Małecki 11' · Emmanuel Sarki 18' · Alessandro Celin 62' | (2:0) |                | Stadion Miejski w Opalenicy, Opalenica Widzów: Piotr Idzik (Poznań) |

| 43 lipca 2013 | Wisła Kraków          | 1:3   | Lech Poznań                                       |                                                                 |
| 16:30 CET     | Rafał Boguski 53' (k) | (0:0) | Kasper Hämäläinen 69' · Dariusz Formella 72', 77' | Stadion Dyskobolii Grodzisk Wielkopolski, Grodzisk Wielkopolski |

| 56 lipca 2013 | GKS Katowice            | 1:1   | Wisła Kraków    |                                |
| 18:00 CET     | Krzysztof Wołkowicz 22' | (1:0) | Cezary Wilk 48' | Stadion GKS Katowice, Katowice |

| 610 lipca 2013 | Limanovia Limanowa                        | 2:1   | Wisła Kraków         |                                        |
| 18:00 CET      | Rafał Komorek 44' · Józef Piwowarczyk 82' | (1:1) | Alessandro Celin 17' | Stadion im. Romana Szumilasa, Limanowa |

| 713 lipca 2013 | Wisła Kraków | 0:2   | Ruch Chorzów                                  |                                                                   |
| 18:00 CET      |              | (0:1) | Marcin Malinowski 17' · Grzegorz Kuświk 90+3' | Stadion Miejski w Krakowie, Kraków Sędzia: Tomasz Musiał (Kraków) |

| 816 lipca 2013 | Hertha BSC                              | 2:0   | Wisła Kraków |                                |
| 17:30 CET      | Nico Schulz 2' · Sebastian Langkamp 12' | (2:0) |              | Amateurstadion, Berlin, Niemcy |

### Letnie okienko transferowe
W tym okienku do Wisły wrócił z rocznego wypożyczenia Maciej Nalepa oraz nowy nabytkami są trener Franciszek Smuda, pomocnicy Fabian Burdenski i Ostoja Stjepanowiḱ i napastnik Paweł Brożek. Z drużyną natomiast pożegnali się Kamil Kosowski, Sergei Pareiko, Kew Jaliens, Daniel Sikorski, Ivica Iliev, Radosław Sobolewski, Cwetan Genkow, Daniel Brud oraz trener Tomasz Kulawik.
| Piłkarz            | Pozycja   | Od                           | Opłata                |  | Piłkarz             | Pozycja   | Do                | Opłata                |
| Michał Nalepa      | Obrońca   | Termalica Bruk-Bet Nieciecza | powrót z wypożyczenia |  | Kamil Kosowski      | Pomocnik  | koniec kariery    | koniec kontraktu      |
| Franciszek Smuda   | Trener    | Jahn Regensburg              | koniec kontraktu      |  | Sergei Pareiko      | Bramkarz  |                   | koniec kontraktu      |
| Fabian Burdenski   | Pomocnik  | 1. FC Magdeburg              | koniec kontraktu      |  | Daniel Sikorski     | Napastnik | Sturm Graz        | koniec kontraktu      |
| Ostoja Stjepanowiḱ | Pomocnik  | Wardar Skopje                | koniec kontraktu      |  | Ivica Iliev         | Pomocnik  |                   | koniec kontraktu      |
| Paweł Brożek       | Napastnik | Recreativo Huelva            | rozwiązanie kontraktu |  | Kew Jaliens         | Obrońca   |                   | koniec kontraktu      |
|                    |           |                              |                       |  | Tomasz Kulawik      | Trener    |                   | koniec kontraktu      |
|                    |           |                              |                       |  | Cwetan Genkow       | Napastnik | Levski Sofia      | rozwiązanie kontraktu |
|                    |           |                              |                       |  | Radosław Sobolewski | Pomocnik  | Górnik Zabrze     | koniec kontraktu      |
|                    |           |                              |                       |  | Daniel Brud         | Pomocnik  | Okocimski Brzesko | koniec kontraktu      |

## Ekstraklasa
Rozgrywki Ekstraklasy w sezonie 2013/2014 rozpoczęły się 19 lipca 2013 roku, będą one miały zmienioną formę po dotychczasowych 30 kolejkach tabela zostanie podzielona na pół na dwie grupy mistrzowską i spadkową, gdzie każdy spotka się z każdym ze swojej grupy dodatkowy jeden raz. Sezon Wisła zaczęła od pojedynku na swoim stadionie z Górnikiem Zabrze. Przed meczem wręczono nagrody i podziękowania dla Arka Głowackiego za 300 występ w Ekstraklasie oraz byłemu kapitanowi Białej Gwiazdy Radosławowi Sobolewskiemu za lata spędzone pod Wawelem. W samym meczu padł bezbramkowy remis. 10 dni później w 2 kolejce Wisła zagrała mecz w Kielcach z tamtejszą Koroną, który odbywał się w bardzo wysokiej temperaturze. Wisła wygrała ten mecz 3:2 (1:1) po dwóch bramkach Łukasza Garguły oraz karnym Michała Chrapka w 90+4 minucie, który ustalił wynik spotkania. 4 sierpnia we Wrocławiu Wisła zremisowała bezbramkowo w meczu przyjaźni ze Śląskiem Wrocław. Podczas meczu do drużyny powrócił Paweł Brożek.
| Bilans meczów |    |    |    |    |    |    |    |    |    |    |    |    |    |    |    |    |    |    |    |    |    |    |    |    |    |    |    |    |    |    |    |    |    |    |    |    |    |
| Kolejka       | 01 | 02 | 03 | 04 | 05 | 06 | 07 | 08 | 09 | 10 | 11 | 12 | 13 | 14 | 15 | 16 | 17 | 18 | 19 | 20 | 21 | 22 | 23 | 24 | 25 | 26 | 27 | 28 | 29 | 30 | 31 | 32 | 33 | 34 | 35 | 36 | 37 |
| Miejsce       | D  | W  | W  | D  | D  | W  | D  | W  | D  | W  | D  | W  | D  | D  | W  | W  | D  | D  | W  | W  | D  | W  | D  | W  | D  | W  | D  | W  | W  | D  | ?  | ?  | ?  | ?  | ?  | ?  | ?  |
| Rezultat      | R  | W  | R  | ?  | ?  | ?  | ?  | ?  | ?  | ?  | ?  | ?  | ?  | ?  | ?  | ?  | ?  | ?  | ?  | ?  | ?  | ?  | ?  | ?  | ?  | ?  | ?  | ?  | ?  | ?  | ?  | ?  | ?  | ?  | ?  | ?  | ?  |
| Pozycja       | 12 | 4  | 7  | ?  | ?  | ?  | ?  | ?  | ?  | ?  | ?  | ?  | ?  | ?  | ?  | ?  | ?  | ?  | ?  | ?  | ?  | ?  | ?  | ?  | ?  | ?  | ?  | ?  | ?  | ?  | ?  | ?  | ?  | ?  | ?  | ?  | ?  |

Legenda : kolejki 1-30:       grupa mistrzowska;       grupa spadkowa: kolejki 31-37:       1. miejsce ;       2. miejsce;       3. miejsce ;       Spadek: D – Mecze rozgrywany w domu; W – Mecz rozgrywany na wyjeździe.
Źródło : 

### Tabela
| Lp. | Drużyna                    | M | Z | R | P | Bramki | Bramki | Różn. | Pkt | Uwagi              | Bezpośrednio |
| --- | -------------------------- | - | - | - | - | ------ | ------ | ----- | --- | ------------------ | ------------ |
| 1   | Legia Warszawa             | 3 | 3 | 0 | 0 | 12     | 1      | +11   | 9   | Wejście do grupy A |              |
| 2   | Górnik Zabrze              | 3 | 2 | 1 | 0 | 4      | 2      | +2    | 7   | Wejście do grupy A |              |
| 3   | Piast Gliwice              | 3 | 2 | 0 | 1 | 6      | 5      | +1    | 6   | Wejście do grupy A |              |
| 4   | Jagiellonia Białystok      | 3 | 2 | 0 | 1 | 4      | 4      | 0     | 6   | Wejście do grupy A |              |
| 5   | Widzew Łódź                | 3 | 2 | 0 | 1 | 5      | 7      | −2    | 6   | Wejście do grupy A |              |
| 6   | Lechia Gdańsk              | 3 | 1 | 2 | 0 | 5      | 3      | +2    | 5   | Wejście do grupy A |              |
| 7   | Wisła Kraków               | 3 | 1 | 2 | 0 | 3      | 2      | +1    | 5   | Wejście do grupy A |              |
| 8   | Cracovia                   | 3 | 1 | 1 | 1 | 5      | 5      | 0     | 4   | Wejście do grupy A |              |
| 9   | Pogoń Szczecin             | 3 | 1 | 1 | 1 | 3      | 4      | −1    | 4   | Wejście do grupy B |              |
| 10  | Lech Poznań                | 3 | 0 | 3 | 0 | 2      | 2      | 0     | 3   | Wejście do grupy B |              |
| 11  | Ruch Chorzów               | 3 | 0 | 2 | 1 | 3      | 4      | −1    | 2   | Wejście do grupy B |              |
| 12  | Śląsk Wrocław              | 3 | 0 | 2 | 1 | 2      | 3      | −1    | 2   | Wejście do grupy B |              |
| 13  | Korona Kielce              | 3 | 0 | 1 | 2 | 3      | 5      | −2    | 1   | Wejście do grupy B |              |
| 14  | Zawisza Bydgoszcz          | 3 | 0 | 1 | 2 | 2      | 4      | −2    | 1   | Wejście do grupy B |              |
| 15  | Zagłębie Lubin             | 3 | 0 | 1 | 2 | 1      | 4      | −3    | 1   | Wejście do grupy B |              |
| 16  | Podbeskidzie Bielsko-Biała | 3 | 0 | 1 | 2 | 3      | 8      | −5    | 1   | Wejście do grupy B |              |

### Sparingi
Między czwartą kolejką Ekstraklasy, a meczem 1/16 finału Pucharu Polski podczas przerwy reprezentacyjnej Wisła zagra 11 sierpnia mecz sparingowy ze Stalą Mielec w Mielcu.
| 111 sierpnia 2013 | Stal Mielec |  | Wisła Kraków |                              |
| 18:00 CET         |             |  |              | Stadion Stali Mielec, Mielec |

## Puchar Polski
Występy w rozgrywkach Pucharu Polski Wisła rozpocznie jako reprezentant Ekstraklasy od 1/16 finału, którą zostanie rozegrana 17 sierpnia 2013 roku. Od tego roku w każdej rundzie będzie można zagrać z każdą drużyną, ponieważ nie będzie już dzielenia drużyn na rozstawione i nierozstawione. 25 lipca odbyło się losowanie drabinki Pucharu podczas którego jako rywala Wisły wylosowano Zagłębie Sosnowiec, które będzie gospodarzem spotkania.

## Statystyki drużyny

### Liczba występów
| Ekstraklasa | 3 | 1 | 2 | 0 | n.d. | n.d. | n.d. | n.d. |
| Puchar Polski | 0 | 0 | 0 | 0 | 0    | 0    | 0    | 0    |
| łącznie | 3 | 1 | 2 | 0 | 0    | 0    | 0    | 0    |
| Legenda: - Kolor niebieski – liczba zwycięstw. - Kolor żółty – liczba remisów. - Kolor czerwony – liczba porażek. - Kolor zielony – liczba rozegranych meczów. - n.d. – nie dotyczy |   |   |   |   |      |      |      |      |

### Bramki i asysty
| Nr | Zawodnik            | L.m. ogółem | L.g. ogółem | L.as. ogółem | L.m. w lidze | L.g. w lidze | L.as. w lidze | L.m. w PP | L.g. w PP | L.as. w PP |
| -- | ------------------- | ----------- | ----------- | ------------ | ------------ | ------------ | ------------- | --------- | --------- | ---------- |
| 1  | Michał Miśkiewicz   | 3           | 0           | 0            | 3            | 0            | 0             | 0         | 0         | 0          |
| 3  | Gordan Bunoza       | 3           | 0           | 0            | 3            | 0            | 0             | 0         | 0         | 0          |
| 4  | Osman Chávez        | 0           | 0           | 0            | 0            | 0            | 0             | 0         | 0         | 0          |
| 6  | Arkadiusz Głowacki  | 3           | 0           | 0            | 3            | 0            | 0             | 0         | 0         | 0          |
| 9  | Rafał Boguski       | 2           | 0           | 1            | 2            | 0            | 1             | 0         | 0         | 0          |
| 10 | Łukasz Garguła      | 3           | 2           | 0            | 3            | 2            | 0             | 0         | 0         | 0          |
| 11 | Paweł Brożek        | 1           | 0           | 0            | 1            | 0            | 0             | 0         | 0         | 0          |
| 13 | Marko Jovanović     | 2           | 0           | 0            | 2            | 0            | 0             | 0         | 0         | 0          |
| 15 | Emmanuel Sarki      | 3           | 0           | 0            | 3            | 0            | 0             | 0         | 0         | 0          |
| 17 | Ostoja Stjepanowiḱ  | 3           | 0           | 0            | 3            | 0            | 0             | 0         | 0         | 0          |
| 19 | Patryk Małecki      | 3           | 0           | 0            | 3            | 0            | 0             | 0         | 0         | 0          |
| 20 | Michał Chrapek      | 3           | 1           | 0            | 3            | 1            | 0             | 0         | 0         | 0          |
| 21 | Łukasz Burliga      | 3           | 0           | 0            | 3            | 0            | 0             | 0         | 0         | 0          |
| 23 | Fabian Burdenski    | 1           | 0           | 0            | 1            | 0            | 0             | 0         | 0         | 0          |
| 25 | Paweł Stolarski     | 2           | 0           | 0            | 2            | 0            | 0             | 0         | 0         | 0          |
| 27 | Maciej Nalepa       | 3           | 0           | 0            | 3            | 0            | 0             | 0         | 0         | 0          |
| 28 | Cezary Wilk         | 3           | 0           | 0            | 3            | 0            | 0             | 0         | 0         | 0          |
| 30 | Gerard Bieszczad    | 0           | 0           | 0            | 0            | 0            | 0             | 0         | 0         | 0          |
| 31 | Dominik Kościelniak | 0           | 0           | 0            | 0            | 0            | 0             | 0         | 0         | 0          |
| 32 | Przemysław Lech     | 0           | 0           | 0            | 0            | 0            | 0             | 0         | 0         | 0          |
| 33 | Michał Czekaj       | 0           | 0           | 0            | 0            | 0            | 0             | 0         | 0         | 0          |
| 34 | Alan Uryga          | 0           | 0           | 0            | 0            | 0            | 0             | 0         | 0         | 0          |
| 35 | Kamil Kuczak        | 0           | 0           | 0            | 0            | 0            | 0             | 0         | 0         | 0          |
| 36 | Jan Kocoń           | 0           | 0           | 0            | 0            | 0            | 0             | 0         | 0         | 0          |
| 42 | Michał Szewczyk     | 0           | 0           | 0            | 0            | 0            | 0             | 0         | 0         | 0          |
| 43 | Piotr Żemło         | 0           | 0           | 0            | 0            | 0            | 0             | 0         | 0         | 0          |
| 54 | Dawid Kamiński      | 1           | 0           | 0            | 1            | 0            | 0             | 0         | 0         | 0          |

### Kartki
| Nr | Zawodnik            | L.ż.k. ogółem | L.c.k. ogółem | L.ż.k. w lidze | L.c.k. w lidze | L.ż.k. w PP | L.c.k. w PP |
| -- | ------------------- | ------------- | ------------- | -------------- | -------------- | ----------- | ----------- |
| 1  | Michał Miśkiewicz   | 0             | 0             | 0              | 0              | 0           | 0           |
| 3  | Gordan Bunoza       | 1             | 0             | 1              | 0              | 0           | 0           |
| 4  | Osman Chávez        | 0             | 0             | 0              | 0              | 0           | 0           |
| 6  | Arkadiusz Głowacki  | 1             | 0             | 1              | 0              | 0           | 0           |
| 9  | Rafał Boguski       | 0             | 0             | 0              | 0              | 0           | 0           |
| 10 | Łukasz Garguła      | 0             | 0             | 0              | 0              | 0           | 0           |
| 11 | Paweł Brożek        | 0             | 0             | 0              | 0              | 0           | 0           |
| 13 | Marko Jovanović     | 0             | 0             | 0              | 0              | 0           | 0           |
| 15 | Emmanuel Sarki      | 0             | 0             | 0              | 0              | 0           | 0           |
| 17 | Ostoja Stjepanowiḱ  | 2             | 0             | 2              | 0              | 0           | 0           |
| 19 | Patryk Małecki      | 0             | 0             | 0              | 0              | 0           | 0           |
| 20 | Michał Chrapek      | 1             | 0             | 1              | 0              | 0           | 0           |
| 21 | Łukasz Burliga      | 1             | 0             | 1              | 0              | 0           | 0           |
| 23 | Fabian Burdenski    | 0             | 0             | 0              | 0              | 0           | 0           |
| 25 | Paweł Stolarski     | 0             | 0             | 0              | 0              | 0           | 0           |
| 27 | Maciej Nalepa       | 1             | 0             | 1              | 0              | 0           | 0           |
| 28 | Cezary Wilk         | 0             | 0             | 0              | 0              | 0           | 0           |
| 30 | Gerard Bieszczad    | 0             | 0             | 0              | 0              | 0           | 0           |
| 31 | Dominik Kościelniak | 0             | 0             | 0              | 0              | 0           | 0           |
| 32 | Przemysław Lech     | 0             | 0             | 0              | 0              | 0           | 0           |
| 33 | Michał Czekaj       | 0             | 0             | 0              | 0              | 0           | 0           |
| 34 | Alan Uryga          | 0             | 0             | 0              | 0              | 0           | 0           |
| 35 | Kamil Kuczak        | 0             | 0             | 0              | 0              | 0           | 0           |
| 36 | Jan Kocoń           | 0             | 0             | 0              | 0              | 0           | 0           |
| 42 | Michał Szewczyk     | 0             | 0             | 0              | 0              | 0           | 0           |
| 43 | Piotr Żemło         | 0             | 0             | 0              | 0              | 0           | 0           |
| 54 | Dawid Kamiński      | 0             | 0             | 0              | 0              | 0           | 0           |

### Liczba wpuszczonych bramek w meczu
| Nazwisko zawodnika | Kolejka Ekstraklasy/Runda Pucharu Polski | Kolejka Ekstraklasy/Runda Pucharu Polski | Kolejka Ekstraklasy/Runda Pucharu Polski | Kolejka Ekstraklasy/Runda Pucharu Polski | Kolejka Ekstraklasy/Runda Pucharu Polski | Kolejka Ekstraklasy/Runda Pucharu Polski | Kolejka Ekstraklasy/Runda Pucharu Polski | Kolejka Ekstraklasy/Runda Pucharu Polski | Kolejka Ekstraklasy/Runda Pucharu Polski | Kolejka Ekstraklasy/Runda Pucharu Polski | Kolejka Ekstraklasy/Runda Pucharu Polski | Kolejka Ekstraklasy/Runda Pucharu Polski | Kolejka Ekstraklasy/Runda Pucharu Polski | Kolejka Ekstraklasy/Runda Pucharu Polski | Kolejka Ekstraklasy/Runda Pucharu Polski | Kolejka Ekstraklasy/Runda Pucharu Polski | Kolejka Ekstraklasy/Runda Pucharu Polski | Kolejka Ekstraklasy/Runda Pucharu Polski | Kolejka Ekstraklasy/Runda Pucharu Polski | Kolejka Ekstraklasy/Runda Pucharu Polski | Kolejka Ekstraklasy/Runda Pucharu Polski | Kolejka Ekstraklasy/Runda Pucharu Polski | Kolejka Ekstraklasy/Runda Pucharu Polski | Kolejka Ekstraklasy/Runda Pucharu Polski | Kolejka Ekstraklasy/Runda Pucharu Polski | Kolejka Ekstraklasy/Runda Pucharu Polski | Kolejka Ekstraklasy/Runda Pucharu Polski | Kolejka Ekstraklasy/Runda Pucharu Polski | Kolejka Ekstraklasy/Runda Pucharu Polski | Kolejka Ekstraklasy/Runda Pucharu Polski | Kolejka Ekstraklasy/Runda Pucharu Polski | Kolejka Ekstraklasy/Runda Pucharu Polski | Kolejka Ekstraklasy/Runda Pucharu Polski | Kolejka Ekstraklasy/Runda Pucharu Polski | Kolejka Ekstraklasy/Runda Pucharu Polski | Kolejka Ekstraklasy/Runda Pucharu Polski | Kolejka Ekstraklasy/Runda Pucharu Polski | Kolejka Ekstraklasy/Runda Pucharu Polski | Kolejka Ekstraklasy/Runda Pucharu Polski |
| Nazwisko zawodnika | 01                                       | 02                                       | 03                                       | 04                                       | 1/16                                     | 05                                       | 06                                       | 07                                       | 08                                       | 09                                       | 10                                       | 11                                       | 12                                       | 13                                       | 14                                       | 15                                       | 16                                       | 17                                       | 18                                       | 19                                       | 20                                       | 21                                       | 22                                       | 23                                       | 24                                       | 25                                       | 26                                       | 27                                       | 28                                       | 29                                       | 30                                       | 31                                       | 32                                       | 33                                       | 34                                       | 35                                       | 36                                       | 37                                       |                                          |
| --- | ---------------------------------------- | ---------------------------------------- | ---------------------------------------- | ---------------------------------------- | ---------------------------------------- | ---------------------------------------- | ---------------------------------------- | ---------------------------------------- | ---------------------------------------- | ---------------------------------------- | ---------------------------------------- | ---------------------------------------- | ---------------------------------------- | ---------------------------------------- | ---------------------------------------- | ---------------------------------------- | ---------------------------------------- | ---------------------------------------- | ---------------------------------------- | ---------------------------------------- | ---------------------------------------- | ---------------------------------------- | ---------------------------------------- | ---------------------------------------- | ---------------------------------------- | ---------------------------------------- | ---------------------------------------- | ---------------------------------------- | ---------------------------------------- | ---------------------------------------- | ---------------------------------------- | ---------------------------------------- | ---------------------------------------- | ---------------------------------------- | ---------------------------------------- | ---------------------------------------- | ---------------------------------------- | ---------------------------------------- | ---------------------------------------- |
| M. Miśkiewicz | 0                                        | 2                                        | 0                                        |                                          |                                          |                                          |                                          |                                          |                                          |                                          |                                          |                                          |                                          |                                          |                                          |                                          |                                          |                                          |                                          |                                          |                                          |                                          |                                          |                                          |                                          |                                          |                                          |                                          |                                          |                                          |                                          |                                          |                                          |                                          |                                          |                                          |                                          |                                          |                                          |
| G. Bieszczad | -                                        | -                                        | -                                        |                                          |                                          |                                          |                                          |                                          |                                          |                                          |                                          |                                          |                                          |                                          |                                          |                                          |                                          |                                          |                                          |                                          |                                          |                                          |                                          |                                          |                                          |                                          |                                          |                                          |                                          |                                          |                                          |                                          |                                          |                                          |                                          |                                          |                                          |                                          |                                          |
| J. Kocoń | -                                        | -                                        | -                                        |                                          |                                          |                                          |                                          |                                          |                                          |                                          |                                          |                                          |                                          |                                          |                                          |                                          |                                          |                                          |                                          |                                          |                                          |                                          |                                          |                                          |                                          |                                          |                                          |                                          |                                          |                                          |                                          |                                          |                                          |                                          |                                          |                                          |                                          |                                          |                                          |
| Legenda: - Kolor niebieski – drużyna zwyciężyła. - Kolor żółty – drużyna zremisowała. - Kolor czerwony – drużyna przegrała. - Kolor zielony – piłkarz w meczu nie wystąpił. |                                          |                                          |                                          |                                          |                                          |                                          |                                          |                                          |                                          |                                          |                                          |                                          |                                          |                                          |                                          |                                          |                                          |                                          |                                          |                                          |                                          |                                          |                                          |                                          |                                          |                                          |                                          |                                          |                                          |                                          |                                          |                                          |                                          |                                          |                                          |                                          |                                          |                                          |                                          |

### Liczba zdobytych bramek w meczu przez poszczególnych zawodników
| Nazwisko zawodnika | Kolejka Ekstraklasy/Runda Pucharu Polski | Kolejka Ekstraklasy/Runda Pucharu Polski | Kolejka Ekstraklasy/Runda Pucharu Polski | Kolejka Ekstraklasy/Runda Pucharu Polski | Kolejka Ekstraklasy/Runda Pucharu Polski | Kolejka Ekstraklasy/Runda Pucharu Polski | Kolejka Ekstraklasy/Runda Pucharu Polski | Kolejka Ekstraklasy/Runda Pucharu Polski | Kolejka Ekstraklasy/Runda Pucharu Polski | Kolejka Ekstraklasy/Runda Pucharu Polski | Kolejka Ekstraklasy/Runda Pucharu Polski | Kolejka Ekstraklasy/Runda Pucharu Polski | Kolejka Ekstraklasy/Runda Pucharu Polski | Kolejka Ekstraklasy/Runda Pucharu Polski | Kolejka Ekstraklasy/Runda Pucharu Polski | Kolejka Ekstraklasy/Runda Pucharu Polski | Kolejka Ekstraklasy/Runda Pucharu Polski | Kolejka Ekstraklasy/Runda Pucharu Polski | Kolejka Ekstraklasy/Runda Pucharu Polski | Kolejka Ekstraklasy/Runda Pucharu Polski | Kolejka Ekstraklasy/Runda Pucharu Polski | Kolejka Ekstraklasy/Runda Pucharu Polski | Kolejka Ekstraklasy/Runda Pucharu Polski | Kolejka Ekstraklasy/Runda Pucharu Polski | Kolejka Ekstraklasy/Runda Pucharu Polski | Kolejka Ekstraklasy/Runda Pucharu Polski | Kolejka Ekstraklasy/Runda Pucharu Polski | Kolejka Ekstraklasy/Runda Pucharu Polski | Kolejka Ekstraklasy/Runda Pucharu Polski | Kolejka Ekstraklasy/Runda Pucharu Polski | Kolejka Ekstraklasy/Runda Pucharu Polski | Kolejka Ekstraklasy/Runda Pucharu Polski | Kolejka Ekstraklasy/Runda Pucharu Polski | Kolejka Ekstraklasy/Runda Pucharu Polski | Kolejka Ekstraklasy/Runda Pucharu Polski | Kolejka Ekstraklasy/Runda Pucharu Polski | Kolejka Ekstraklasy/Runda Pucharu Polski | Kolejka Ekstraklasy/Runda Pucharu Polski | Kolejka Ekstraklasy/Runda Pucharu Polski |
| Nazwisko zawodnika | 01                                       | 02                                       | 03                                       | 04                                       | 1/16                                     | 05                                       | 06                                       | 07                                       | 08                                       | 09                                       | 10                                       | 11                                       | 12                                       | 13                                       | 14                                       | 15                                       | 16                                       | 17                                       | 18                                       | 19                                       | 20                                       | 21                                       | 22                                       | 23                                       | 24                                       | 25                                       | 26                                       | 27                                       | 28                                       | 29                                       | 30                                       | 31                                       | 32                                       | 33                                       | 34                                       | 35                                       | 36                                       | 37                                       |                                          |
| --- | ---------------------------------------- | ---------------------------------------- | ---------------------------------------- | ---------------------------------------- | ---------------------------------------- | ---------------------------------------- | ---------------------------------------- | ---------------------------------------- | ---------------------------------------- | ---------------------------------------- | ---------------------------------------- | ---------------------------------------- | ---------------------------------------- | ---------------------------------------- | ---------------------------------------- | ---------------------------------------- | ---------------------------------------- | ---------------------------------------- | ---------------------------------------- | ---------------------------------------- | ---------------------------------------- | ---------------------------------------- | ---------------------------------------- | ---------------------------------------- | ---------------------------------------- | ---------------------------------------- | ---------------------------------------- | ---------------------------------------- | ---------------------------------------- | ---------------------------------------- | ---------------------------------------- | ---------------------------------------- | ---------------------------------------- | ---------------------------------------- | ---------------------------------------- | ---------------------------------------- | ---------------------------------------- | ---------------------------------------- | ---------------------------------------- |
| G. Bunoza | 0                                        | 0                                        | 0                                        |                                          |                                          |                                          |                                          |                                          |                                          |                                          |                                          |                                          |                                          |                                          |                                          |                                          |                                          |                                          |                                          |                                          |                                          |                                          |                                          |                                          |                                          |                                          |                                          |                                          |                                          |                                          |                                          |                                          |                                          |                                          |                                          |                                          |                                          |                                          |                                          |
| O. Chávez | -                                        | -                                        | -                                        |                                          |                                          |                                          |                                          |                                          |                                          |                                          |                                          |                                          |                                          |                                          |                                          |                                          |                                          |                                          |                                          |                                          |                                          |                                          |                                          |                                          |                                          |                                          |                                          |                                          |                                          |                                          |                                          |                                          |                                          |                                          |                                          |                                          |                                          |                                          |                                          |
| A. Głowacki | 0                                        | 0                                        | 0                                        |                                          |                                          |                                          |                                          |                                          |                                          |                                          |                                          |                                          |                                          |                                          |                                          |                                          |                                          |                                          |                                          |                                          |                                          |                                          |                                          |                                          |                                          |                                          |                                          |                                          |                                          |                                          |                                          |                                          |                                          |                                          |                                          |                                          |                                          |                                          |                                          |
| R. Boguski | -                                        | 0                                        | 0                                        |                                          |                                          |                                          |                                          |                                          |                                          |                                          |                                          |                                          |                                          |                                          |                                          |                                          |                                          |                                          |                                          |                                          |                                          |                                          |                                          |                                          |                                          |                                          |                                          |                                          |                                          |                                          |                                          |                                          |                                          |                                          |                                          |                                          |                                          |                                          |                                          |
| Ł. Garguła | 0                                        | 2                                        | 0                                        |                                          |                                          |                                          |                                          |                                          |                                          |                                          |                                          |                                          |                                          |                                          |                                          |                                          |                                          |                                          |                                          |                                          |                                          |                                          |                                          |                                          |                                          |                                          |                                          |                                          |                                          |                                          |                                          |                                          |                                          |                                          |                                          |                                          |                                          |                                          |                                          |
| P. Brożek | -                                        | -                                        | 0                                        |                                          |                                          |                                          |                                          |                                          |                                          |                                          |                                          |                                          |                                          |                                          |                                          |                                          |                                          |                                          |                                          |                                          |                                          |                                          |                                          |                                          |                                          |                                          |                                          |                                          |                                          |                                          |                                          |                                          |                                          |                                          |                                          |                                          |                                          |                                          |                                          |
| M. Jovanović | 0                                        | -                                        | 0                                        |                                          |                                          |                                          |                                          |                                          |                                          |                                          |                                          |                                          |                                          |                                          |                                          |                                          |                                          |                                          |                                          |                                          |                                          |                                          |                                          |                                          |                                          |                                          |                                          |                                          |                                          |                                          |                                          |                                          |                                          |                                          |                                          |                                          |                                          |                                          |                                          |
| E. Sarki | 0                                        | 0                                        | 0                                        |                                          |                                          |                                          |                                          |                                          |                                          |                                          |                                          |                                          |                                          |                                          |                                          |                                          |                                          |                                          |                                          |                                          |                                          |                                          |                                          |                                          |                                          |                                          |                                          |                                          |                                          |                                          |                                          |                                          |                                          |                                          |                                          |                                          |                                          |                                          |                                          |
| O. Stjepanowiḱ | 0                                        | 0                                        | 0                                        |                                          |                                          |                                          |                                          |                                          |                                          |                                          |                                          |                                          |                                          |                                          |                                          |                                          |                                          |                                          |                                          |                                          |                                          |                                          |                                          |                                          |                                          |                                          |                                          |                                          |                                          |                                          |                                          |                                          |                                          |                                          |                                          |                                          |                                          |                                          |                                          |
| P. Małecki | 0                                        | 0                                        | 0                                        |                                          |                                          |                                          |                                          |                                          |                                          |                                          |                                          |                                          |                                          |                                          |                                          |                                          |                                          |                                          |                                          |                                          |                                          |                                          |                                          |                                          |                                          |                                          |                                          |                                          |                                          |                                          |                                          |                                          |                                          |                                          |                                          |                                          |                                          |                                          |                                          |
| M. Chrapek | 0                                        | 1                                        | 0                                        |                                          |                                          |                                          |                                          |                                          |                                          |                                          |                                          |                                          |                                          |                                          |                                          |                                          |                                          |                                          |                                          |                                          |                                          |                                          |                                          |                                          |                                          |                                          |                                          |                                          |                                          |                                          |                                          |                                          |                                          |                                          |                                          |                                          |                                          |                                          |                                          |
| Ł. Burliga | 0                                        | 0                                        | 0                                        |                                          |                                          |                                          |                                          |                                          |                                          |                                          |                                          |                                          |                                          |                                          |                                          |                                          |                                          |                                          |                                          |                                          |                                          |                                          |                                          |                                          |                                          |                                          |                                          |                                          |                                          |                                          |                                          |                                          |                                          |                                          |                                          |                                          |                                          |                                          |                                          |
| F. Burdenski | -                                        | 0                                        | -                                        |                                          |                                          |                                          |                                          |                                          |                                          |                                          |                                          |                                          |                                          |                                          |                                          |                                          |                                          |                                          |                                          |                                          |                                          |                                          |                                          |                                          |                                          |                                          |                                          |                                          |                                          |                                          |                                          |                                          |                                          |                                          |                                          |                                          |                                          |                                          |                                          |
| P. Stolarski | 0                                        | 0                                        | -                                        |                                          |                                          |                                          |                                          |                                          |                                          |                                          |                                          |                                          |                                          |                                          |                                          |                                          |                                          |                                          |                                          |                                          |                                          |                                          |                                          |                                          |                                          |                                          |                                          |                                          |                                          |                                          |                                          |                                          |                                          |                                          |                                          |                                          |                                          |                                          |                                          |
| M. Nalepa | 0                                        | 0                                        | 0                                        |                                          |                                          |                                          |                                          |                                          |                                          |                                          |                                          |                                          |                                          |                                          |                                          |                                          |                                          |                                          |                                          |                                          |                                          |                                          |                                          |                                          |                                          |                                          |                                          |                                          |                                          |                                          |                                          |                                          |                                          |                                          |                                          |                                          |                                          |                                          |                                          |
| C. Wilk | 0                                        | 0                                        | 0                                        |                                          |                                          |                                          |                                          |                                          |                                          |                                          |                                          |                                          |                                          |                                          |                                          |                                          |                                          |                                          |                                          |                                          |                                          |                                          |                                          |                                          |                                          |                                          |                                          |                                          |                                          |                                          |                                          |                                          |                                          |                                          |                                          |                                          |                                          |                                          |                                          |
| D. Kościelniak | -                                        | -                                        | -                                        |                                          |                                          |                                          |                                          |                                          |                                          |                                          |                                          |                                          |                                          |                                          |                                          |                                          |                                          |                                          |                                          |                                          |                                          |                                          |                                          |                                          |                                          |                                          |                                          |                                          |                                          |                                          |                                          |                                          |                                          |                                          |                                          |                                          |                                          |                                          |                                          |
| P. Lech | -                                        | -                                        | -                                        |                                          |                                          |                                          |                                          |                                          |                                          |                                          |                                          |                                          |                                          |                                          |                                          |                                          |                                          |                                          |                                          |                                          |                                          |                                          |                                          |                                          |                                          |                                          |                                          |                                          |                                          |                                          |                                          |                                          |                                          |                                          |                                          |                                          |                                          |                                          |                                          |
| M. Czekaj | -                                        | -                                        | -                                        |                                          |                                          |                                          |                                          |                                          |                                          |                                          |                                          |                                          |                                          |                                          |                                          |                                          |                                          |                                          |                                          |                                          |                                          |                                          |                                          |                                          |                                          |                                          |                                          |                                          |                                          |                                          |                                          |                                          |                                          |                                          |                                          |                                          |                                          |                                          |                                          |
| A. Uryga | -                                        | -                                        | -                                        |                                          |                                          |                                          |                                          |                                          |                                          |                                          |                                          |                                          |                                          |                                          |                                          |                                          |                                          |                                          |                                          |                                          |                                          |                                          |                                          |                                          |                                          |                                          |                                          |                                          |                                          |                                          |                                          |                                          |                                          |                                          |                                          |                                          |                                          |                                          |                                          |
| K. Kuczak | -                                        | -                                        | -                                        |                                          |                                          |                                          |                                          |                                          |                                          |                                          |                                          |                                          |                                          |                                          |                                          |                                          |                                          |                                          |                                          |                                          |                                          |                                          |                                          |                                          |                                          |                                          |                                          |                                          |                                          |                                          |                                          |                                          |                                          |                                          |                                          |                                          |                                          |                                          |                                          |
| M. Szewczyk | -                                        | -                                        | -                                        |                                          |                                          |                                          |                                          |                                          |                                          |                                          |                                          |                                          |                                          |                                          |                                          |                                          |                                          |                                          |                                          |                                          |                                          |                                          |                                          |                                          |                                          |                                          |                                          |                                          |                                          |                                          |                                          |                                          |                                          |                                          |                                          |                                          |                                          |                                          |                                          |
| P. Żemło | -                                        | -                                        | -                                        |                                          |                                          |                                          |                                          |                                          |                                          |                                          |                                          |                                          |                                          |                                          |                                          |                                          |                                          |                                          |                                          |                                          |                                          |                                          |                                          |                                          |                                          |                                          |                                          |                                          |                                          |                                          |                                          |                                          |                                          |                                          |                                          |                                          |                                          |                                          |                                          |
| D. Kamiński | 0                                        | -                                        | -                                        |                                          |                                          |                                          |                                          |                                          |                                          |                                          |                                          |                                          |                                          |                                          |                                          |                                          |                                          |                                          |                                          |                                          |                                          |                                          |                                          |                                          |                                          |                                          |                                          |                                          |                                          |                                          |                                          |                                          |                                          |                                          |                                          |                                          |                                          |                                          |                                          |
| Legenda: - Kolor niebieski – drużyna zwyciężyła. - Kolor żółty – drużyna zremisowała. - Kolor czerwony – drużyna przegrała. - Kolor zielony – piłkarz w meczu nie wystąpił. |                                          |                                          |                                          |                                          |                                          |                                          |                                          |                                          |                                          |                                          |                                          |                                          |                                          |                                          |                                          |                                          |                                          |                                          |                                          |                                          |                                          |                                          |                                          |                                          |                                          |                                          |                                          |                                          |                                          |                                          |                                          |                                          |                                          |                                          |                                          |                                          |                                          |                                          |                                          |

### Liczba minutów spędzonych na boisku
| Nazwisko zawodnika | ogółem | Kolejka Ekstraklasy/Runda Pucharu Polski | Kolejka Ekstraklasy/Runda Pucharu Polski | Kolejka Ekstraklasy/Runda Pucharu Polski | Kolejka Ekstraklasy/Runda Pucharu Polski | Kolejka Ekstraklasy/Runda Pucharu Polski | Kolejka Ekstraklasy/Runda Pucharu Polski | Kolejka Ekstraklasy/Runda Pucharu Polski | Kolejka Ekstraklasy/Runda Pucharu Polski | Kolejka Ekstraklasy/Runda Pucharu Polski | Kolejka Ekstraklasy/Runda Pucharu Polski | Kolejka Ekstraklasy/Runda Pucharu Polski | Kolejka Ekstraklasy/Runda Pucharu Polski | Kolejka Ekstraklasy/Runda Pucharu Polski | Kolejka Ekstraklasy/Runda Pucharu Polski | Kolejka Ekstraklasy/Runda Pucharu Polski | Kolejka Ekstraklasy/Runda Pucharu Polski | Kolejka Ekstraklasy/Runda Pucharu Polski | Kolejka Ekstraklasy/Runda Pucharu Polski | Kolejka Ekstraklasy/Runda Pucharu Polski | Kolejka Ekstraklasy/Runda Pucharu Polski | Kolejka Ekstraklasy/Runda Pucharu Polski | Kolejka Ekstraklasy/Runda Pucharu Polski | Kolejka Ekstraklasy/Runda Pucharu Polski | Kolejka Ekstraklasy/Runda Pucharu Polski | Kolejka Ekstraklasy/Runda Pucharu Polski | Kolejka Ekstraklasy/Runda Pucharu Polski | Kolejka Ekstraklasy/Runda Pucharu Polski | Kolejka Ekstraklasy/Runda Pucharu Polski | Kolejka Ekstraklasy/Runda Pucharu Polski | Kolejka Ekstraklasy/Runda Pucharu Polski | Kolejka Ekstraklasy/Runda Pucharu Polski | Kolejka Ekstraklasy/Runda Pucharu Polski | Kolejka Ekstraklasy/Runda Pucharu Polski | Kolejka Ekstraklasy/Runda Pucharu Polski | Kolejka Ekstraklasy/Runda Pucharu Polski | Kolejka Ekstraklasy/Runda Pucharu Polski | Kolejka Ekstraklasy/Runda Pucharu Polski | Kolejka Ekstraklasy/Runda Pucharu Polski | Kolejka Ekstraklasy/Runda Pucharu Polski |
| Nazwisko zawodnika | ogółem | 01                                       | 02                                       | 03                                       | 04                                       | 1/16                                     | 05                                       | 06                                       | 07                                       | 08                                       | 09                                       | 10                                       | 11                                       | 12                                       | 13                                       | 14                                       | 15                                       | 16                                       | 17                                       | 18                                       | 19                                       | 20                                       | 21                                       | 22                                       | 23                                       | 24                                       | 25                                       | 26                                       | 27                                       | 28                                       | 29                                       | 30                                       | 31                                       | 32                                       | 33                                       | 34                                       | 35                                       | 36                                       | 37                                       |                                          |
| --- | ------ | ---------------------------------------- | ---------------------------------------- | ---------------------------------------- | ---------------------------------------- | ---------------------------------------- | ---------------------------------------- | ---------------------------------------- | ---------------------------------------- | ---------------------------------------- | ---------------------------------------- | ---------------------------------------- | ---------------------------------------- | ---------------------------------------- | ---------------------------------------- | ---------------------------------------- | ---------------------------------------- | ---------------------------------------- | ---------------------------------------- | ---------------------------------------- | ---------------------------------------- | ---------------------------------------- | ---------------------------------------- | ---------------------------------------- | ---------------------------------------- | ---------------------------------------- | ---------------------------------------- | ---------------------------------------- | ---------------------------------------- | ---------------------------------------- | ---------------------------------------- | ---------------------------------------- | ---------------------------------------- | ---------------------------------------- | ---------------------------------------- | ---------------------------------------- | ---------------------------------------- | ---------------------------------------- | ---------------------------------------- | ---------------------------------------- |
| M. Miśkiewicz | 270    | 90                                       | 90                                       | 90                                       |                                          |                                          |                                          |                                          |                                          |                                          |                                          |                                          |                                          |                                          |                                          |                                          |                                          |                                          |                                          |                                          |                                          |                                          |                                          |                                          |                                          |                                          |                                          |                                          |                                          |                                          |                                          |                                          |                                          |                                          |                                          |                                          |                                          |                                          |                                          |                                          |
| G. Bunoza | 270    | 90                                       | 90                                       | 90                                       |                                          |                                          |                                          |                                          |                                          |                                          |                                          |                                          |                                          |                                          |                                          |                                          |                                          |                                          |                                          |                                          |                                          |                                          |                                          |                                          |                                          |                                          |                                          |                                          |                                          |                                          |                                          |                                          |                                          |                                          |                                          |                                          |                                          |                                          |                                          |                                          |
| O. Chávez | 0      | -                                        | -                                        | -                                        |                                          |                                          |                                          |                                          |                                          |                                          |                                          |                                          |                                          |                                          |                                          |                                          |                                          |                                          |                                          |                                          |                                          |                                          |                                          |                                          |                                          |                                          |                                          |                                          |                                          |                                          |                                          |                                          |                                          |                                          |                                          |                                          |                                          |                                          |                                          |                                          |
| A. Głowacki | 270    | 90                                       | 90                                       | 90                                       |                                          |                                          |                                          |                                          |                                          |                                          |                                          |                                          |                                          |                                          |                                          |                                          |                                          |                                          |                                          |                                          |                                          |                                          |                                          |                                          |                                          |                                          |                                          |                                          |                                          |                                          |                                          |                                          |                                          |                                          |                                          |                                          |                                          |                                          |                                          |                                          |
| R. Boguski | 167    | -                                        | 77                                       | 90                                       |                                          |                                          |                                          |                                          |                                          |                                          |                                          |                                          |                                          |                                          |                                          |                                          |                                          |                                          |                                          |                                          |                                          |                                          |                                          |                                          |                                          |                                          |                                          |                                          |                                          |                                          |                                          |                                          |                                          |                                          |                                          |                                          |                                          |                                          |                                          |                                          |
| Ł. Garguła | 236    | 86                                       | 60                                       | 90                                       |                                          |                                          |                                          |                                          |                                          |                                          |                                          |                                          |                                          |                                          |                                          |                                          |                                          |                                          |                                          |                                          |                                          |                                          |                                          |                                          |                                          |                                          |                                          |                                          |                                          |                                          |                                          |                                          |                                          |                                          |                                          |                                          |                                          |                                          |                                          |                                          |
| P. Brożek | 74     | -                                        | -                                        | 74                                       |                                          |                                          |                                          |                                          |                                          |                                          |                                          |                                          |                                          |                                          |                                          |                                          |                                          |                                          |                                          |                                          |                                          |                                          |                                          |                                          |                                          |                                          |                                          |                                          |                                          |                                          |                                          |                                          |                                          |                                          |                                          |                                          |                                          |                                          |                                          |                                          |
| M. Jovanović | 180    | 90                                       | -                                        | 90                                       |                                          |                                          |                                          |                                          |                                          |                                          |                                          |                                          |                                          |                                          |                                          |                                          |                                          |                                          |                                          |                                          |                                          |                                          |                                          |                                          |                                          |                                          |                                          |                                          |                                          |                                          |                                          |                                          |                                          |                                          |                                          |                                          |                                          |                                          |                                          |                                          |
| E. Sarki | 196    | 90                                       | 90                                       | 16                                       |                                          |                                          |                                          |                                          |                                          |                                          |                                          |                                          |                                          |                                          |                                          |                                          |                                          |                                          |                                          |                                          |                                          |                                          |                                          |                                          |                                          |                                          |                                          |                                          |                                          |                                          |                                          |                                          |                                          |                                          |                                          |                                          |                                          |                                          |                                          |                                          |
| O. Stjepanowiḱ | 223    | 88                                       | 90                                       | 45                                       |                                          |                                          |                                          |                                          |                                          |                                          |                                          |                                          |                                          |                                          |                                          |                                          |                                          |                                          |                                          |                                          |                                          |                                          |                                          |                                          |                                          |                                          |                                          |                                          |                                          |                                          |                                          |                                          |                                          |                                          |                                          |                                          |                                          |                                          |                                          |                                          |
| P. Małecki | 225    | 90                                       | 90                                       | 45                                       |                                          |                                          |                                          |                                          |                                          |                                          |                                          |                                          |                                          |                                          |                                          |                                          |                                          |                                          |                                          |                                          |                                          |                                          |                                          |                                          |                                          |                                          |                                          |                                          |                                          |                                          |                                          |                                          |                                          |                                          |                                          |                                          |                                          |                                          |                                          |                                          |
| M. Chrapek | 256    | 76                                       | 90                                       | 90                                       |                                          |                                          |                                          |                                          |                                          |                                          |                                          |                                          |                                          |                                          |                                          |                                          |                                          |                                          |                                          |                                          |                                          |                                          |                                          |                                          |                                          |                                          |                                          |                                          |                                          |                                          |                                          |                                          |                                          |                                          |                                          |                                          |                                          |                                          |                                          |                                          |
| Ł. Burliga | 105    | 2                                        | 13                                       | 90                                       |                                          |                                          |                                          |                                          |                                          |                                          |                                          |                                          |                                          |                                          |                                          |                                          |                                          |                                          |                                          |                                          |                                          |                                          |                                          |                                          |                                          |                                          |                                          |                                          |                                          |                                          |                                          |                                          |                                          |                                          |                                          |                                          |                                          |                                          |                                          |                                          |
| F. Burdenski | 0      | -                                        | 0                                        | -                                        |                                          |                                          |                                          |                                          |                                          |                                          |                                          |                                          |                                          |                                          |                                          |                                          |                                          |                                          |                                          |                                          |                                          |                                          |                                          |                                          |                                          |                                          |                                          |                                          |                                          |                                          |                                          |                                          |                                          |                                          |                                          |                                          |                                          |                                          |                                          |                                          |
| P. Stolarski | 180    | 90                                       | 90                                       | -                                        |                                          |                                          |                                          |                                          |                                          |                                          |                                          |                                          |                                          |                                          |                                          |                                          |                                          |                                          |                                          |                                          |                                          |                                          |                                          |                                          |                                          |                                          |                                          |                                          |                                          |                                          |                                          |                                          |                                          |                                          |                                          |                                          |                                          |                                          |                                          |                                          |
| M. Nalepa | 265    | 90                                       | 90                                       | 85                                       |                                          |                                          |                                          |                                          |                                          |                                          |                                          |                                          |                                          |                                          |                                          |                                          |                                          |                                          |                                          |                                          |                                          |                                          |                                          |                                          |                                          |                                          |                                          |                                          |                                          |                                          |                                          |                                          |                                          |                                          |                                          |                                          |                                          |                                          |                                          |                                          |
| C. Wilk | 49     | 14                                       | 30                                       | 5                                        |                                          |                                          |                                          |                                          |                                          |                                          |                                          |                                          |                                          |                                          |                                          |                                          |                                          |                                          |                                          |                                          |                                          |                                          |                                          |                                          |                                          |                                          |                                          |                                          |                                          |                                          |                                          |                                          |                                          |                                          |                                          |                                          |                                          |                                          |                                          |                                          |
| G. Bieszczad | 0      | -                                        | -                                        | -                                        |                                          |                                          |                                          |                                          |                                          |                                          |                                          |                                          |                                          |                                          |                                          |                                          |                                          |                                          |                                          |                                          |                                          |                                          |                                          |                                          |                                          |                                          |                                          |                                          |                                          |                                          |                                          |                                          |                                          |                                          |                                          |                                          |                                          |                                          |                                          |                                          |
| D. Kościelniak | 0      | -                                        | -                                        | -                                        |                                          |                                          |                                          |                                          |                                          |                                          |                                          |                                          |                                          |                                          |                                          |                                          |                                          |                                          |                                          |                                          |                                          |                                          |                                          |                                          |                                          |                                          |                                          |                                          |                                          |                                          |                                          |                                          |                                          |                                          |                                          |                                          |                                          |                                          |                                          |                                          |
| P. Lech | 0      | -                                        | -                                        | -                                        |                                          |                                          |                                          |                                          |                                          |                                          |                                          |                                          |                                          |                                          |                                          |                                          |                                          |                                          |                                          |                                          |                                          |                                          |                                          |                                          |                                          |                                          |                                          |                                          |                                          |                                          |                                          |                                          |                                          |                                          |                                          |                                          |                                          |                                          |                                          |                                          |
| M. Czekaj | 0      | -                                        | -                                        | -                                        |                                          |                                          |                                          |                                          |                                          |                                          |                                          |                                          |                                          |                                          |                                          |                                          |                                          |                                          |                                          |                                          |                                          |                                          |                                          |                                          |                                          |                                          |                                          |                                          |                                          |                                          |                                          |                                          |                                          |                                          |                                          |                                          |                                          |                                          |                                          |                                          |
| J. Kocoń | 0      | -                                        | -                                        | -                                        |                                          |                                          |                                          |                                          |                                          |                                          |                                          |                                          |                                          |                                          |                                          |                                          |                                          |                                          |                                          |                                          |                                          |                                          |                                          |                                          |                                          |                                          |                                          |                                          |                                          |                                          |                                          |                                          |                                          |                                          |                                          |                                          |                                          |                                          |                                          |                                          |
| A. Uryga | 0      | -                                        | -                                        | -                                        |                                          |                                          |                                          |                                          |                                          |                                          |                                          |                                          |                                          |                                          |                                          |                                          |                                          |                                          |                                          |                                          |                                          |                                          |                                          |                                          |                                          |                                          |                                          |                                          |                                          |                                          |                                          |                                          |                                          |                                          |                                          |                                          |                                          |                                          |                                          |                                          |
| K. Kuczak | 0      | -                                        | -                                        | -                                        |                                          |                                          |                                          |                                          |                                          |                                          |                                          |                                          |                                          |                                          |                                          |                                          |                                          |                                          |                                          |                                          |                                          |                                          |                                          |                                          |                                          |                                          |                                          |                                          |                                          |                                          |                                          |                                          |                                          |                                          |                                          |                                          |                                          |                                          |                                          |                                          |
| M. Szewczyk | 0      | -                                        | -                                        | -                                        |                                          |                                          |                                          |                                          |                                          |                                          |                                          |                                          |                                          |                                          |                                          |                                          |                                          |                                          |                                          |                                          |                                          |                                          |                                          |                                          |                                          |                                          |                                          |                                          |                                          |                                          |                                          |                                          |                                          |                                          |                                          |                                          |                                          |                                          |                                          |                                          |
| P. Żemło | 0      | -                                        | -                                        | -                                        |                                          |                                          |                                          |                                          |                                          |                                          |                                          |                                          |                                          |                                          |                                          |                                          |                                          |                                          |                                          |                                          |                                          |                                          |                                          |                                          |                                          |                                          |                                          |                                          |                                          |                                          |                                          |                                          |                                          |                                          |                                          |                                          |                                          |                                          |                                          |                                          |
| D. Kamiński | 4      | 4                                        | -                                        | -                                        |                                          |                                          |                                          |                                          |                                          |                                          |                                          |                                          |                                          |                                          |                                          |                                          |                                          |                                          |                                          |                                          |                                          |                                          |                                          |                                          |                                          |                                          |                                          |                                          |                                          |                                          |                                          |                                          |                                          |                                          |                                          |                                          |                                          |                                          |                                          |                                          |
| Legenda: - Kolor niebieski – drużyna zwyciężyła. - Kolor żółty – drużyna zremisowała. - Kolor czerwony – drużyna przegrała. - Kolor zielony – piłkarz w meczu nie wystąpił. - Kursywa – zawodnik grał w meczu jako zmiennik |        |                                          |                                          |                                          |                                          |                                          |                                          |                                          |                                          |                                          |                                          |                                          |                                          |                                          |                                          |                                          |                                          |                                          |                                          |                                          |                                          |                                          |                                          |                                          |                                          |                                          |                                          |                                          |                                          |                                          |                                          |                                          |                                          |                                          |                                          |                                          |                                          |                                          |                                          |                                          |

## Szczegóły spotkań
| 19 lipca 2013 20:30 CET | Wisła Kraków | 0:0(0:0) | Górnik Zabrze | Stadion Miejski w Krakowie, Kraków Widzów: 13224 Sędzia: Krzysztof Jakubik (Siedlce) |
|                         |              |          |               |                                                                                      |

Wisła Kraków: Michał Miśkiewicz – Paweł Stolarski, Arkadiusz Głowacki, Marko Jovanović, Gordan Bunoza – Patryk Małecki, Michał Nalepa, Michał Chrapek (76. Cezary Wilk), Ostoja Stjepanowiḱ (88. Łukasz Burliga), Emmanuel Sarki – Łukasz Garguła (86. Dawid Kamiński)

Górnik Zabrze: Norbert Witkowski – Paweł Olkowski, Rafał Kosznik, Adam Danch, Seweryn Gancarczyk – Maciej Małkowski (67. Sergei Mošnikov), Mariusz Przybylski, Krzysztof Mączyński, Radosław Sobolewski (77. Konrad Nowak), Préjuce Nakoulma – Mateusz Zachara (73. Łukasz Madej)
| 29 lipca 2013 18:00 CET | Korona Kielce · Paweł Golański 33' · Paweł Sobolewski 80' | 2:3(1:1) | Wisła Kraków · Łukasz Garguła 35', 58' · Michał Chrapek 90+4' (k.) | Stadion Miejski w Kielcach, Kielce Widzów: 8961 Sędzia: Daniel Stefański (Bydgoszcz) |
|                         |                                                           |          |                                                                    |                                                                                      |

Korona Kielce: Zbigniew Małkowski – Paweł Golański, Piotr Malarczyk, Pavol Staňo, Tomasz Lisowski – Jacek Kiełb (61. Łukasz Sierpina), Vlastimir Jovanović (75. Przemysław Trytko), Artur Lenartowski, Michał Janota (61. Mateusz Stąporski), Paweł Sobolewski – Daniel Gołębiewski

Wisła Kraków: Michał Miśkiewicz – Paweł Stolarski, Arkadiusz Głowacki, Michał Nalepa, Gordan Bunoza – Emmanuel Sarki, Ostoja Stjepanowiḱ, Łukasz Garguła (60. Cezary Wilk), Michał Chrapek, Patryk Małecki (90+2. Fabian Burdenski) – Rafał Boguski (77. Łukasz Burliga)
| 4 sierpnia 2013 18:00 CET | Śląsk Wrocław | 0:0(0:0) | Wisła Kraków | Stadion Miejski we Wrocławiu, Wrocław Widzów: 13422 Sędzia: Szymon Marciniak (Płock) |
|                           |               |          |              |                                                                                      |

Śląsk Wrocław: Rafał Gikiewicz – Krzysztof Ostrowski, Oded Gawisz, Adam Kokoszka, Amir Spahić (64. Dudu Paraiba) – Tadeusz Socha (67. Waldemar Sobota), Dalibor Stevanovič, Sebastian Mila, Tomasz Hołota, Sylwester Patejuk – Marco Paixão (86. Sebino Plaku)

Wisła Kraków: Michał Miśkiewicz – Łukasz Burliga, Marko Jovanović, Arkadiusz Głowacki, Gordan Bunoza – Łukasz Garguła, Ostoja Stjepanowiḱ (46. Patryk Małecki), Michał Nalepa (85. Cezary Wilk), Michał Chrapek – Rafał Boguski, Paweł Brożek (74. Emmanuel Sarki)
| 9 sierpnia 2013 20:30 CET | Wisła Kraków | – | Jagiellonia Białystok | Stadion Miejski w Krakowie, Kraków |
|                           |              |   |                       |                                    |